# Чилгир
Чилгир (калм. Чилгир - ясный, безоблачный) — посёлок в Яшкульском районе Калмыкии, административный центр Чилгирского сельского муниципального образования.
Население — 982 чел. (2010).
Основан в 1867 году.

## Название
Поскольку в местности, где расположен посёлок, небо редко заволакивается тучами, урочище было названо калм. Чилгир, что переводится на русский язык как «ясный», «безоблачный».

## История
В Чилгире весной 1867 года были крещены 26 калмыцких семей. Место расположения калмыцкой ставки, располагавшейся на северной стороне урочища, называлось Хуучин (Старый) Чилгир, а поселок крещеных калмыков получил название Новый (Шин) Чилгир. Позднее здесь обосновались русские поселенцы, прибыли крещеные евреи, которые, видимо, обрусели. Так в 1891 году возник миссионерский стан.
Население преимущественно занималось сенокошением, разведением птицы, затем занялось хлебопашеством и животноводством. Был разбит сад. В 1893 году при строящейся церкви открыли школу, а церковь освятили в 1895 году. При калмыцком хуруле также работала школа.
В двадцатые годы XX века оба села соединились. Благодаря своему географическому положения, Чилгир был избран местом проведения I общекалмыцкого съезда Советов, который проходил здесь со 2 по 9 июля 1920 года. На нём была провозглашено воздание Автономной области калмыцкого народа.
В 1929 году в ходе антирелигиозной кампании был закрыт Чилгир-Сатхаловский хурул.
В тридцатые годы жители Чилгира (калмыки-буддисты, православные калмыки и русские) входили в три сельских совета: два сельсовета, возникших на основе калмыцких аймаков (Садхальский и Зюнгаровский) и сельский совет православных калмыков и русских (Чилгирский). Население работало в двух колхозах: «Пролетарская победа» и «Ницян» («Единство»). Религиозные учреждения были закрыты. Дети учились в неполной средней школе. После войны колхозы вошли в один совхоз.
В 1944 году после депортации калмыков посёлок был переименован в Лиманный. Название Чилгир возвращено указом Президиума Верховного Совета РСФСР 22 августа 1961 года.

## Физико-географическая характеристика
Посёлок расположен в центральной части Калмыкии, в 78 км от Элисты и 72 км от районного центра посёлка Яшкуль, в пределах Прикаспийской низменности. Рельеф Чилгира ровный, высота местности составляет 1 метр ниже уровня моря. В 2 км к юго-западу от посёлка расположен лиман Чилгир, в 2,8 км к западу — урочище Сал-Бура, в 1,5 км к северо-западу — лиман Цаган-Усун, в 2,7 км — озеро Канурка.
Ближайшие населённые пункты — посёлки Элвг (в 23 километрах к юго-западу), Ниицян (в 10 километрах к северо-востоку) и посёлок Зюнгар (в 15 километрах к юго-востоку).
Согласно классификации климатов Кёппена климат семиаридный (полупустынный), со значительными колебаниями температур между климатическими сезонами и в течение суток (индекс BSk). Среднегодовая температура воздуха — 9,9 °C, количество осадков — 278 мм. Количество выпадающих осадков в течение года распределено относительно равномерно. Наименьшее количество осадков выпадает в феврале (норма осадков — 15 мм), наибольшее в июне (33 мм). В окрестностях посёлка распространены солонцы в комплексе с бурыми пустынно-степными солонцеватыми почвами.
Часовой пояс
Чилгир, как и вся Республика Калмыкия, находится в часовой зоне МСК (московское время). Смещение применяемого времени относительно UTC составляет +3:00.

## Население
| 1904 | 1911 | 1914 | 1916 |
| ---- | ---- | ---- | ---- |
| 74   | 288  | 259  | 285  |

| 2002 | 2010 |
| ---- | ---- |
| 924  | ↗982 |

В конце 1980-х в посёлке проживало около 830 человек.
В 2012 году население посёлка составило 1 059 человек
Национальный состав
Согласно результатам переписи 2002 года большинство населения посёлка составляли калмыки (84 %).
| Национальность | Численность (2010) | Процент |
| -------------- | ------------------ | ------- |
| Калмыки        | 857                | 87,4%   |
| Русские        | 69                 | 7%      |
| Даргинцы       | 24                 | 2,4%    |
| Чеченцы        | 13                 | 1,3%    |
| Казахи         | 9                  | 0,9%    |
| Марийцы        | 4                  | 0,4%    |
| Украинцы       | 4                  | 0,4%    |
| Всего          | 980                | 100%    |

## Инфраструктура
В Чилгире расположены дом культуры на 120 мест и библиотека. Образование жители посёлка получаются в детском саду «Харада» и Чилгирской средней общеобразовательной школе. Медицинское обслуживание жителей посёлка обеспечивают офис врача общей практики и расположенная в посёлке Яшкуль Яшкульская центральная районная больница. Там же располагается ближайшее отделение скорой медицинской помощи.
Посёлок электрифицирован и газифицирован. Центральное водоснабжение отсутствует, водоснабжение жителей посёлка осуществляется посредством привозной воды. Забор воды осуществляется из питьевых бассейнов. Вода хранится в бассейнах емкостью 3-5 м³, расположенных в пределах приусадебных участков. Водоотведение осуществляется за счёт использования выгребных ям.
К посёлку имеется асфальтированный подъезд от федеральной автодороги Астрахань — Элиста (30 км).

## Достопримечательности
- Чилгирский мемориальный музей имени I-го общекалмыцкого съезда.
- Ступа Ушнишавиджаи. Открыта в 2005 году[24].

## Известные жители и уроженцы
- Сенглеев, Владимир Борисович (род. 1967 г., Чилгир[25]) — кандидат экономических наук, бывший председатель Правительства Республики Калмыкия (c декабря 2007 — по апрель 2010), исполнительный директор Олимпийского комитета России (с декабря 2012)